# Spudaeus scaber
Spudaeus scaber là một loài tò vò trong họ Ichneumonidae.